# Перово (район Москви)
Муніципальне утворення Перово —  район у Східному адміністративному окрузі міста Москви,, 
Росія. 
Утворений 5 липня 1997 року. 
Район отримав назву на честь міста Перово, яке існувало з 1925 р по 1960 р 
Розташований на сході Москви між залізничною лінією «Москва — Рязань» (Казанський напрямок МЗ) і шосе Ентузіастів (Горьковське шосе, федеральна автомобільна дорога М7 «Волга») . 
Нинішня територія району є частиною давнього міста Перово. 
До складу однойменного міста також входили території сучасних сусідніх районів: «Новогіреєво» (ділянки колишнього дачного селища Ново-Гіреєво), «Рязанський» (територія села Чухлинка), «Вешняки» (ділянки дачного селища, колишнього села Кусково і садиба Шереметьєвих), «Нижньогородський» (територія села Карачарово).
На початок ХХІ сторіччя «Перово» — один з найбільших районів Москви. Його площа — 973 га . 
Населення — 140 923 осіб (2016). 
Також «Перово» є одним зі спальних районів Москви . 
На початок ХХІ сторіччя площа житлового фонду муніципального утворення «Перово» становить 2243,8 тис м². Середня забезпеченість загальною площею житлового фонду становить 20,2 м² в розрахунку на одного мешканця.